# Negative Capability
Negative Capability è un album in studio della cantante britannica Marianne Faithfull, pubblicato nel 2018.

## Tracce
1. Misunderstanding – 4:04 (Marianne Faithfull, Rob McVey, Sivert Høyem, Ed Harcourt)
2. The Gypsy Faerie Queen – 3:40 (Marianne Faithfull, Nick Cave)
3. As Tears Go By – 3:52 (Mick Jagger, Keith Richards, Andrew Loog Oldham)
4. In My Own Particular Way – 4:21 (Marianne Faithfull, Ed Harcourt, Warren Ellis, Rob McVey)
5. Born to Live – 3:39 (Marianne Faithfull, Ed Harcourt)
6. Witches Song – 4:57 (Marianne Faithfull, Barry Reynolds, Joe Mavety, Steve York, Terry Stannard)
7. It's All Over Now, Baby Blue (Re-recorded) – 5:01 (Bob Dylan)
8. They Come at Night – 3:40 (Marianne Faithfull, Mark Lanegan)
9. Don't Go – 4:20 (Marianne Faithfull, Ed Harcourt)
10. No Moon in Paris – 4:56 (Marianne Faithfull, Ed Harcourt)

Tracce Bonus - Edizione Deluxe
1. Loneliest Person – 2:52 (Phil May, Dick Taylor, Wally Waller, Skip Alan, John Povey, John Alder)
2. No Moon in Paris (radio edit) – 3:26 (Marianne Faithfull, Ed Harcourt)
3. They Come at Night (alt. version) – 3:36 (Marianne Faithfull, Mark Lanegan)

## Formazione
- Marianne Faithfull – voce
- Nick Cave – voce, cori, piano
- Rob McVey – chitarra, piano, sintetizzatore, cori
- Ed Harcourt – piano, basso, chitarra, tastiera, wurlitzer, rhodes, organo, harmonium, cori
- Warren Ellis – viola, sintetizzatore, violino, tastiera, piano, flauto, cori
- Rob Ellis – batteria, percussioni, sintetizzatore, piano, thumbjam, glockenspiel, cori